# Ribonucleoproteïna

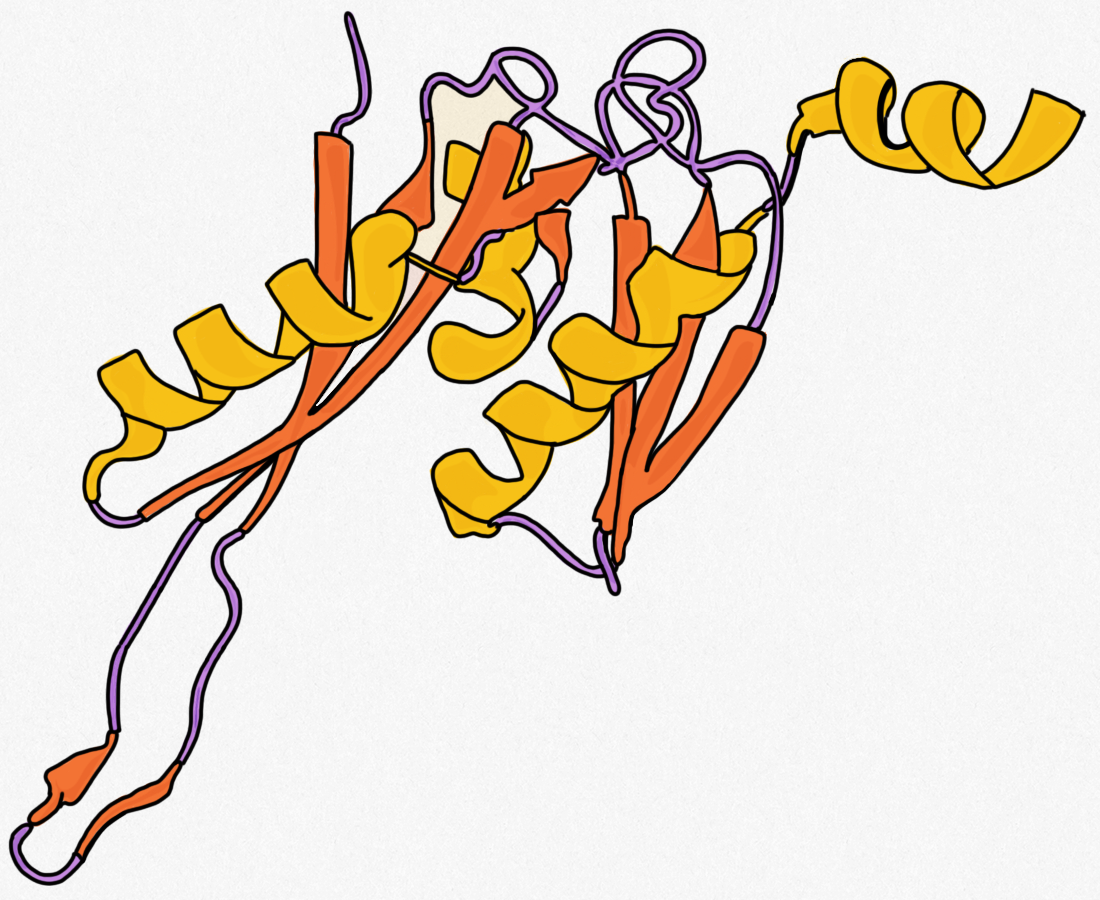
Representació gráfica d'una partícula de ribonucleoproteïna

Les ribonucleoproteïnes (RNP) són un tipus de nucleoproteïnes riques en uridina localitzades en el nucli o en el citoplasma. Aquestes nucleoproteïnes combinen tant àcids ribonucleics (ARN) com proteïnes. També es coneix com ‘RNP’, per les seves sigles en anglès (ribonucleoprotein complex).
Habitualment, resideixen en proteïnes d'una amplitud de 172 aminoàcids (19000 Da) incloent proteïnes del core Sm (subunitat estructural de la cápside viral) i un duo d'una proteïna específica de 1818 aminoàcids (200 Da).
Aquests complexos nuclears ARN-proteïna són molt conservats ja que s'encarreguen principalment del processament de l'ARN en el nucli, incloent l'escissió de pre-ARNm i el processament de l'extrem pre-ARNm 3’ en el nucleoplasma i de l'extrem pre-ARNr en el nuclèol. Concretament, són els residus d'aminoàcids aromàtics d'un domini estructural de les RNP els que permeten que s'uneixi a l'ARN, interaccioni amb ell i doni lloc al seu respectiu apilament, a conseqüència de tot aquest procés. Totes aquestes interaccions entre àcids nucleics (ARN) i ribonucleoproteïnes són estabilitzades gràcies als residus de lisina presents en les RNP que, a més, són enfortides arran de les forces electroestàtiques que s'estableixen entre la cadena lateral amb càrrega positiva de la lisina (Lys) i els fosfats presents en els àcids nucleics.
A més, poden actuar com a agents patògens donant lloc a diverses malalties.

## Història
L'origen de les ribonucleoproteínas té lloc en Rockstock, Alemanya. És aquí on neix el prestigiós fisicoquímic i metge Ludwig Karl Martin Leonhard Albrecht Kossel, el qual va contribuir enormement a la comunitat científica amb la seva investigació sobre la fisiologia cel·lular. Aquest científic va ser guardonat amb el premi Nobel de Fisiologia i Medicina en 1910, després del seu estudi dels àcids nucleics a través de la profunda investigació de les nucleoproteïnes. I, per tant, establint així la base de la investigació de les ribonucleoproteïnes.
Inicialment, els components d'aquestes molècules van ser identificades utilitzant, majoritàriament, mètodes biofísics, com: l'anàlisi de sedimentació amb ultracentrífugues capaces de generar acceleracions molt altes (equivalents a 100 0 mil vegades l'acceleració de la gravetat.)
Així mateix, fa més de 40 anys, les RNPs presents en les partícules virals van ser identificades com a estructures en forma de cintes helicoïdals i amb una flexibilitat molt elevada. Una estructuració semblant es va observar analitzant complexos NP- vRNA, NP purificada o mini-RNPs recombinants; i, per tant, concloent que la NP conté informació estructural important sobre la configuració general de les RNPs. Aquestes nucleoproteïnes formen un oligòmer; la funció del qual es basa a actuar com a esquelet per a la unió de RNA, en la que les seves bases estan exposades i són accessibles a RNAsas i a modificacions per agents químics (excepte els extrems que estan protegits per la unió de la polimerasa.) Recentment, s'ha provat experimentalment que el reclutament de NP per a formar part de les RNPs té lloc durant la replicació i es produïx per mitjà de l'homo-oligomerització NP-NP. El creixement ocorre en una mateixa direcció en una orientació en la qual, el primer acoblament, es produeix per la unió intermolecular sent independent de la unió de RNA.

## Funcions i famílies
Les ribonucleoproteïnes es troben sempre associades a molècules com l'ARN, funcionant així com a complexos que exerceixen unes funcions essencials en molts processos cel·lulars, com són la transcripció, la traducció, la regulació i l'expressió del material genètic, així com la regulació del metabolisme de l'ARN. Hi ha una gran varietat de famílies de RNP, presents tant al nucli com al citoplasma. Entre elles destaquen:

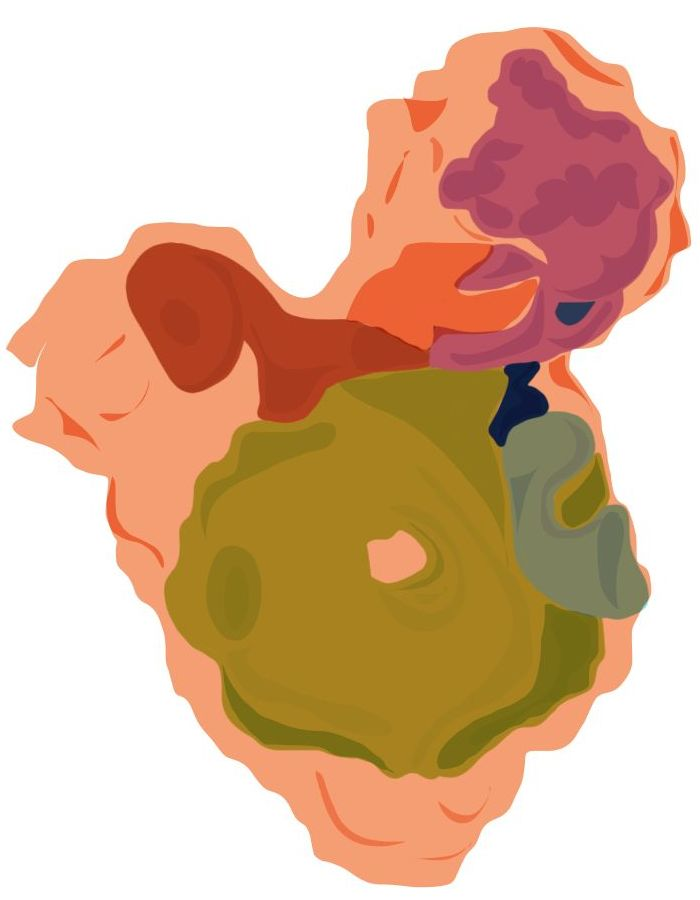
snRNP

- Ribosomes: orgànul format per dues subunitats de ribonucleoproteïnes responsable de la traducció d'ARN per a la síntesi de proteïnes.[10]
- hnRNP: Les ribonucleoproteïnes nuclears heterogènies són un tipus de ribonucleoproteïnes multifuncionals a causa de la seva gran diversitat i complexitat, les quals no únicament duen a terme el procés d'unió a l'ARN sinó que també actuen com a factors trans en la regulació de l'expressió genètica. Moltes d'aquestes ribonucleoproteïnes romanen associades a l'ARNm a mesura que es transporta als ribosomes a través dels porus del nucli per dur a terme la traducció i donar lloc a la formació de proteïnes després d'haver eliminat les seqüències de gens que no tenen informació per codificar proteïnes (introns) i deixar únicament la seqüència caracteritzada amb gens codificants de proteïnes (exons).[11]
- snRNP: Les ribonucleoproteïnes nuclears petites són uns complexos proteics formats per una petita quantitat de proteïnes (entorn de 10 proteïnes) unides a una petita molècula d'ARN, en la qual predomina la base nitrogenada uracil, que és l'encarregada de reconèixer els introns dels precursors de l'ARNm per eliminar-los a través de l'aparellament complementari de bases. Aquest procés d'eliminació rep el nom de splicing d'ARN o empalmament d'ARN. El conjunt de cinc snRNP s'anomena espliceosoma i és l'encarregat de dur a terme l'eliminació d'introns mitjançant l'acció cooperativa de les 5 snRNP.[12][13]
- SRP: la partícula de reconeixement senyal està formada per una molècula de ARN i sis cadenes de pèptids. Està implicada en el transport intracel·lular de proteïnes des del citoplasma fins al reticle endoplasmàtic rugós. Durant la traducció de l'ARN reconeix el pèptid senyal de la cadena, regió a la qual s'uneix per aturar la síntesi proteica, i, posteriorment, es dirigeix al receptor SRP (SRP-R) situat a la membrana del reticle endoplasmàtic rugós per continuar el procés de traducció.[14][15]
- Telomerasa: enzim transcriptasa inversa formada per una molècula d'ADN integrada dins l'enzim que s'encarrega d'afegir seqüències repetides de l'ADN dels telòmers dels cromosomes eucariotes a l'extrem 3' a partir d'ARN per allargar-lo, evitant la pèrdua o variació del material genètic.[16]
- RNPm: Les partícules ribonucleòproteiques missatgeres (RNPm) són complexos que inclouen proteïnes que interaccionen amb els ARNm. Estan implicats en una gran part de processos de síntesi, transport, activitat i degradació de l'ARNm. La regulació del metabolisme d'aquests complexos és especialment important en cèl·lules molt especialitzades, com ara les neurones.[3]
- Les ribonucleoproteïnes de la volta: orgànul format per una proteïna de volta gran, dues més petites i diverses molècules d'ARN. Tot i que la seva funció no es coneix completament, es relaciona amb funcions de transport des del nucli al citoplasma, de síntesi de proteïnes i d'immunitat.[17]
- RNasa P: ribozim responsable de separar una seqüència precursora d'ARN per al processament i la maduració de l'extrem 5' dels ARNt. En bacteris està composta per una molècula d'ARN i la proteïna C5, mentre que a Eucariotes està formada per una molècula d'ARN similar a la de bacteris i per nou o deu proteïnes.[18]
- Alguns virus també són ribonucleoproteïnes simples. Aquests contenen diverses proteïnes iguals i una molècula de ARN. Altres són complexos de ribonucleoproteïnes que contenen proteïnes diferents i poden tenir una o més molècules d'ARN. La funció de les ribonucleoproteïnes als virus és de protecció del seu àcid nucleic, i són freqüentment els seus antígens pel fet que tenen determinants antigènics específics.[19]

## Malalties relacionades amb les RNP
Recentment, diversos estudis han demostrat la relació de les RNP amb la malaltia del teixit connectiu mixt (MCTD) basada en la producció d'anticossos (anti-RNP) contra antígens nuclears propis com les RNP de manera autoimmune. Aquesta malaltia sol donar-se en pacients amb malalties reumàtiques com a Lupus Eritematós Sistèmic (ELS) que pot arribar a ocasionar insuficiència renal, esclerosi sistèmica, síndrome de Sjögren primari… entre d'altres.
A més, també s'ha revelat la relació de les proteïnes ribonucleiques amb la transcripció i replicació del genoma de la grip a causa de la interacció de la polimerasa viral, l'ARN i la nucleoproteïna en la RNP.
El complex RNP té un paper crucial en el cicle de vida viral, donant suport i regulant la transcripció i replicació del genoma viral en les cèl·lules infectades. Per tant, es troba present en virus com el de la influenza, és a dir el de la grip.
També estan presents en altres malalties:
Les RNP poden ser autoanticossos, per tant si hi ha massa producció d’autoanticossos les malalties que es desenvoluparan seran de caràcter reumatològic.
Anti-U1-RNP és un subtipus d’anticos del nucli per tant és un autoanticos. Actua en contra de SnRNP70 (ribonucleoproteines petites del nucli) que és un component del spliceosoma o també anomenat complex de tall i empalamament que està present al nucli. Es relaciona amb símptomes reumatològics com la malaltia mixta del teixit connectiu. Els símptomes d’aquesta malaltia són els següents:
- Sensació de malestar general.
- Dits o mans inflats.
- Mal muscular i articular.
- Granellada.[24]

També es troba present al lupus eritematós sistemàtic (LES) que és una malaltia autoimmunitària. En aquesta malaltia el sistema immunitari ataca per error el teixit sa. Això pot afectar la pell, les articulacions, els ronyons, el cervell i altres òrgans. A més a més és present a la inflamació dels músculs (miositis) i en el síndrome de Sjögren.
Si un pacient presenta Anti-U1-RNP en la malaltia mixta del teixit connectiu és més propens a desenvolupar hipertensió arterial pulmonar i miositis (inflamació dels músculs).
Només entre el 25-50% dels pacients amb lupus presenten el Anti-U1-RNP.
Per tal que la malaltia mixta del teixit connectiu sigui diagnosticada ha d'haver la presència de Anti-U1-RNP i símptomes clínics com per exemple el fenomen de Raynaud, edema de la mà, sinovitis, miositis provada histològicament i aterosclerosi.

## Exemples de RNP
- hnRNPA1: Ocasiona malalties com l'esclerosi lateral amiotròfica (ELA) i la síndrome de proteïnopàtia multisistèmica.[cal citació]
- hnRNPA2B1: Dona lloc a malalties com a Miopatia per cossos d'inclusió amb malaltia de Paget de l'os i demència frontotemporal.[27]
- hnRNPQ: Participa en diverses vies cel·lulars i de malalties, especialment en el desenvolupament neuronal i muscular.[cal citació]
- hnRNPK: Està relacionada amb el sorgiment del càncer colorectal.[28]
- hnRNPH1: Arran dels estudis duts a terme en aquesta mena de RNP s'han establert diverses hipòtesis com la seva presència en el fenotip d'un linfedema hereditari, concretament el linfedema hereditari de tipus 1.[cal citació]